# Zdenko Kobeščak
Zdenko Kobeščak (Zagabria, 3 dicembre 1943) è un allenatore di calcio ed ex calciatore jugoslavo, di ruolo centrocampista.

## Palmarès

### Giocatore

#### Club
- Coppa di Jugoslavia: 2

Dinamo Zagabria: 1963, 1965
- Supercoppa francese: 1

Rennes: 1971